# 1re étape du Tour d'Italie 2018
Pour un article plus général, voir Tour d'Italie 2018.
La 1re étape du Tour d'Italie 2018 se déroule le vendredi 4 mai 2018, sous la forme d'un contre-la-montre individuel, dans les rues de Jérusalem (Israël) sur une distance de 9,7 km.

## Parcours
Le premier coureur part à 13 h 50 heure locale (UTC+03:00). L'itinéraire commence à côté du David Citadel Hotel, se dirige vers le sud puis l'ouest jusqu'au premier chrono intermédiaire, positionné après 5,1 kilomètres. Les coureurs retournent ensuite vers l'est et passent devant la Knesset. Le parcours traverse un tunnel après 7,3 kilomètres et longe la piscine de Mamilla située à 400 mètres de la ligne d'arrivée. Les cent derniers mètres sont en montée, avec des pourcentages de 9 %,,,.

## Résultats

### Classement de l'étape
| \| Classement de l'étape \| Classement de l'étape \| Classement de l'étape \| Classement de l'étape \| Classement de l'étape \| \| Coureur \| Coureur \| Pays \| Équipe \| Temps \| \| --------------------- \| --------------------- \| --------------------- \| --------------------- \| --------------------- \| \| 1er \| Tom Dumoulin \| Pays-Bas \| Team Sunweb \| 12 min 02 s \| \| 2e \| Rohan Dennis \| Australie \| BMC Racing Team \| + 2 s \| \| 3e \| Victor Campenaerts \| Belgique \| Lotto-Soudal \| + 2 s \| \| 4e \| José Gonçalves \| Portugal \| Katusha-Alpecin \| + 12 s \| \| 5e \| Alex Dowsett \| Royaume-Uni \| Katusha-Alpecin \| + 16 s \| \| 6e \| Pello Bilbao \| Espagne \| Astana \| + 18 s \| \| 7e \| Simon Yates \| Royaume-Uni \| Mitchelton-Scott \| + 20 s \| \| 8e \| Maximilian Schachmann \| Allemagne \| Quick-Step Floors \| + 21 s \| \| 9e \| Tony Martin \| Allemagne \| Katusha-Alpecin \| + 27 s \| \| 10e \| Domenico Pozzovivo \| Italie \| Bahrain-Merida \| + 27 s \| |                       |             |                   |             |
| |                       |             |                   |             |
| Source : ProCyclingStats |                       |             |                   |             |
| Classement de l'étape |                       |             |                   |             |
| Coureur | Coureur               | Pays        | Équipe            | Temps       |
| 1er | Tom Dumoulin          | Pays-Bas    | Team Sunweb       | 12 min 02 s |
| 2e | Rohan Dennis          | Australie   | BMC Racing Team   | + 2 s       |
| 3e | Victor Campenaerts    | Belgique    | Lotto-Soudal      | + 2 s       |
| 4e | José Gonçalves        | Portugal    | Katusha-Alpecin   | + 12 s      |
| 5e | Alex Dowsett          | Royaume-Uni | Katusha-Alpecin   | + 16 s      |
| 6e | Pello Bilbao          | Espagne     | Astana            | + 18 s      |
| 7e | Simon Yates           | Royaume-Uni | Mitchelton-Scott  | + 20 s      |
| 8e | Maximilian Schachmann | Allemagne   | Quick-Step Floors | + 21 s      |
| 9e | Tony Martin           | Allemagne   | Katusha-Alpecin   | + 27 s      |
| 10e | Domenico Pozzovivo    | Italie      | Bahrain-Merida    | + 27 s      |

### Points attribués
| - Arrivée d'étape à Jérusalem (km 9,7) \| \| Cycliste \| Nat \| Équipe \| Points \| \| -- \| --------------------- \| ----------- \| ----------------- \| ------ \| \| 1 \| Tom Dumoulin \| Pays-Bas \| Sunweb \| 15 \| \| 2 \| Rohan Dennis \| Australie \| BMC Racing \| 12 \| \| 3 \| Victor Campenaerts \| Belgique \| BMC Racing \| 9 \| \| 4 \| José Gonçalves \| Portugal \| Katusha-Alpecin \| 7 \| \| 5 \| Alex Dowsett \| Royaume-Uni \| Katusha-Alpecin \| 6 \| \| 6 \| Peio Bilbao \| Espagne \| Astana \| 5 \| \| 7 \| Simon Yates \| Royaume-Uni \| Mitchelton-Scott \| 4 \| \| 8 \| Maximilian Schachmann \| Allemagne \| Quick-Step Floors \| 3 \| \| 9 \| Tony Martin \| Allemagne \| Katusha-Alpecin \| 2 \| \| 10 \| Domenico Pozzovivo \| Italie \| Bahrain-Merida \| 1 \| |                       |             |                   |        |
| | Cycliste              | Nat         | Équipe            | Points |
| 1 | Tom Dumoulin          | Pays-Bas    | Sunweb            | 15     |
| 2 | Rohan Dennis          | Australie   | BMC Racing        | 12     |
| 3 | Victor Campenaerts    | Belgique    | BMC Racing        | 9      |
| 4 | José Gonçalves        | Portugal    | Katusha-Alpecin   | 7      |
| 5 | Alex Dowsett          | Royaume-Uni | Katusha-Alpecin   | 6      |
| 6 | Peio Bilbao           | Espagne     | Astana            | 5      |
| 7 | Simon Yates           | Royaume-Uni | Mitchelton-Scott  | 4      |
| 8 | Maximilian Schachmann | Allemagne   | Quick-Step Floors | 3      |
| 9 | Tony Martin           | Allemagne   | Katusha-Alpecin   | 2      |
| 10 | Domenico Pozzovivo    | Italie      | Bahrain-Merida    | 1      |

## Classements à l'issue de l'étape

### Classement général
| \| Classement général \| Classement général \| Classement général \| Classement général \| Classement général \| \| Coureur \| Coureur \| Pays \| Équipe \| Temps \| \| ------------------ \| --------------------- \| ------------------ \| ------------------ \| ------------------ \| \| 1er \| Tom Dumoulin \| Pays-Bas \| Team Sunweb \| 12 min 02 s \| \| 2e \| Rohan Dennis \| Australie \| BMC Racing Team \| + 2 s \| \| 3e \| Victor Campenaerts \| Belgique \| Lotto-Soudal \| + 2 s \| \| 4e \| José Gonçalves \| Portugal \| Katusha-Alpecin \| + 12 s \| \| 5e \| Alex Dowsett \| Royaume-Uni \| Katusha-Alpecin \| + 16 s \| \| 6e \| Pello Bilbao \| Espagne \| Astana \| + 18 s \| \| 7e \| Simon Yates \| Royaume-Uni \| Mitchelton-Scott \| + 20 s \| \| 8e \| Maximilian Schachmann \| Allemagne \| Quick-Step Floors \| + 21 s \| \| 9e \| Tony Martin \| Allemagne \| Katusha-Alpecin \| + 27 s \| \| 10e \| Domenico Pozzovivo \| Italie \| Bahrain-Merida \| + 27 s \| |                       |             |                   |             |
| |                       |             |                   |             |
| Source : ProCyclingStats |                       |             |                   |             |
| Classement général |                       |             |                   |             |
| Coureur | Coureur               | Pays        | Équipe            | Temps       |
| 1er | Tom Dumoulin          | Pays-Bas    | Team Sunweb       | 12 min 02 s |
| 2e | Rohan Dennis          | Australie   | BMC Racing Team   | + 2 s       |
| 3e | Victor Campenaerts    | Belgique    | Lotto-Soudal      | + 2 s       |
| 4e | José Gonçalves        | Portugal    | Katusha-Alpecin   | + 12 s      |
| 5e | Alex Dowsett          | Royaume-Uni | Katusha-Alpecin   | + 16 s      |
| 6e | Pello Bilbao          | Espagne     | Astana            | + 18 s      |
| 7e | Simon Yates           | Royaume-Uni | Mitchelton-Scott  | + 20 s      |
| 8e | Maximilian Schachmann | Allemagne   | Quick-Step Floors | + 21 s      |
| 9e | Tony Martin           | Allemagne   | Katusha-Alpecin   | + 27 s      |
| 10e | Domenico Pozzovivo    | Italie      | Bahrain-Merida    | + 27 s      |

### Classement du meilleur jeune
| Classement du meilleur jeune | Classement du meilleur jeune | Classement du meilleur jeune | Classement du meilleur jeune | Classement du meilleur jeune |
| Coureur                      | Coureur                      | Pays                         | Équipe                       | Temps                        |
| ---------------------------- | ---------------------------- | ---------------------------- | ---------------------------- | ---------------------------- |
| 1er                          | Maximilian Schachmann        | Allemagne                    | Quick-Step Floors            | 12 min 23 s                  |
| 2e                           | Valerio Conti                | Italie                       | UAE Team Emirates            | + 8 s                        |
| 3e                           | Mads Würtz Schmidt           | Danemark                     | Katusha-Alpecin              | + 9 s                        |
| 4e                           | Felix Großschartner          | Autriche                     | Bora-Hansgrohe               | + 10 s                       |
| 5e                           | Rémi Cavagna                 | France                       | Quick-Step Floors            | + 14 s                       |
| 6e                           | Sam Oomen                    | Pays-Bas                     | Team Sunweb                  | + 21 s                       |
| 7e                           | Louis Vervaeke               | Belgique                     | Team Sunweb                  | + 27 s                       |
| 8e                           | Ben O'Connor                 | Australie                    | Dimension Data               | + 28 s                       |
| 9e                           | Chris Hamilton               | Australie                    | Team Sunweb                  | + 29 s                       |
| 10e                          | Fausto Masnada               | Italie                       | Androni Giocattoli-Sidermec  | + 30 s                       |

### Classement aux points
| Classement par points | Classement par points | Classement par points | Classement par points | Classement par points |
| Coureur               | Coureur               | Pays                  | Équipe                | Points                |
| --------------------- | --------------------- | --------------------- | --------------------- | --------------------- |
| 1er                   | Tom Dumoulin          | Pays-Bas              | Team Sunweb           | 15 pts                |
| 2e                    | Rohan Dennis          | Australie             | BMC Racing Team       | 12 pts                |
| 3e                    | Victor Campenaerts    | Belgique              | Lotto-Soudal          | 9 pts                 |
| 4e                    | José Gonçalves        | Portugal              | Katusha-Alpecin       | 7 pts                 |
| 5e                    | Alex Dowsett          | Royaume-Uni           | Katusha-Alpecin       | 6 pts                 |
| 6e                    | Pello Bilbao          | Espagne               | Astana                | 5 pts                 |
| 7e                    | Simon Yates           | Royaume-Uni           | Mitchelton-Scott      | 4 pts                 |
| 8e                    | Maximilian Schachmann | Allemagne             | Quick-Step Floors     | 3 pts                 |
| 9e                    | Tony Martin           | Allemagne             | Katusha-Alpecin       | 2 pts                 |
| 10e                   | Domenico Pozzovivo    | Italie                | Bahrain-Merida        | 1 pt                  |

### Classements par équipes

#### Classement au temps
| Classement par équipes | Classement par équipes | Classement par équipes | Classement par équipes |
| Équipe                 | Équipe                 | Pays                   | Temps                  |
| ---------------------- | ---------------------- | ---------------------- | ---------------------- |
| 1re                    | Katusha-Alpecin        | Suisse                 | 37 min 01 s            |
| 2e                     | Team Sunweb            | Allemagne              | + 33 s                 |
| 3e                     | Lotto Soudal           | Belgique               | + 39 s                 |
| 4e                     | BMC Racing Team        | États-Unis             | + 41 s                 |
| 5e                     | Bora-Hansgrohe         | Allemagne              | + 50 s                 |
| 6e                     | Astana                 | Kazakhstan             | + 50 s                 |
| 7e                     | Movistar Team          | Espagne                | + 51 s                 |
| 8e                     | Quick-Step Floors      | Belgique               | + 52 s                 |
| 9e                     | UAE Team Emirates      | Émirats arabes unis    | + 56 s                 |
| 10e                    | Mitchelton-Scott       | Australie              | + 1 min 06 s           |

#### Classement aux points
| Classement par équipes aux points | Classement par équipes aux points | Classement par équipes aux points | Classement par équipes aux points |
| Équipe                            | Équipe                            | Pays                              | Points                            |
| --------------------------------- | --------------------------------- | --------------------------------- | --------------------------------- |

## Abandons
- 47 -  Kanstantsin Siutsou (Bahrain-Merida) : Non partant[6],[7]